# Степанян, Самвел Степанович
Самве́л Степа́нович Степаня́н (арм. Սամվել Ստեփայան, 17 марта 1949, с. Неркин Ахта) — армянский государственный деятель. Бывший марзпет Котайкской области (1998—2001).

## Биография
- 1966—1971 — факультет механизации Армянского сельскохозяйственного института. Инженер-механик.
- 1971—1973 — служил в советской армии.
- 1973—1974 — работал на Разданской машиномелиоративной станции начальником участка, затем в Разданском комитете ЛКСМ заведующим орготделом, вторым секретарём.
- С 1974 — первый секретарь Разданского РК ЛКСМ.
- 1974—1979 — заведующий промышленным, затем партийно-организационным отделами Разданского РК КП.
- 1979—1982 — работал в аппаратах ЦК ЛКСМА заведующим орготделом.
- 1982—1991 — инструктор, заведующий сектором, заместителем зав.отделом сельского хозяйства и пищевой промышленности, а затем заведующим аграрным отделом ЦК КП Армении.
- 1992—1995 — заместитель министра продовольствия и заготовок Армении.
- 1995—1998 — первый заместитель министра сельского хозяйства и продовольствия Армении.
- 1998—2001 — являлся марзпетом (губернатором) Котайкской области. Академик МАНПО (1999).
- 2001—2003 — председатель государственной комиссии по экономической конкуренции Армении.